# Joan Riera Ferrari
Joan Riera Ferrari (Manacor, Baleares, 10 de junio de 1942 - ibídem, 4 de mayo de 2017) fue un pintor y escultor español.

## Vida y obra

### Infancia y juventud
Joan Riera Ferrari nació el 10 de junio de 1942  en Manacor, Mallorca. Hijo único de Bárbara Ferrari Sansaloni y Salvador Riera Galmés. El 13 de abril de 1950 la infancia de Joan quedó interrumpida al morir inesperadamente con tan solo cuarenta años de edad. El artista, que estaba a unos meses de cumplir ocho años, se sumió en una pena que no superó hasta que, más de doce años después, marchó a Barcelona a estudiar. En una entrevista posterior, Joan reconoció que ese hecho marcó su vida y determinó su carrera: Pinté mi primer cuadro a los ocho años con una caja de pinturas que me regalaron a la muerte de mi madre. Dos años después su padre se casó, en segundas nupcias, con una tía del pequeño Joan, Catalina Billoch Llobet. Catalina se convirtió en una madre cariñosa y atenta para el joven artista.
En el año 1962 se trasladó a Barcelona para estudiar Bellas Artes en la Real Academia Superior de Bellas Artes de Sant Jordi. Allí compartió aulas con artistas hoy reconocidos como Joaquín Torrens Lladó, Jaume Rosselló, Tino Castanyer, Daniel Codorníu, Arranz-Bravo o Rafael Bartolozzi. Ese mismo año Joan expuso, por primera vez en su carrera, en el centro cultural de su ciudad natal. La muestra reunió cuadros de temática diversa y, sobre todo, ensayos técnicos. Con apenas 20 años de edad, su obra ya revela un talento innato que le llevó a convertirse en un de los mejores pintores de su generación en Mallorca y en España. Aún en Barcelona, Joan ganó sus primeros premios como pintor.
Acabada la carrera de Bellas Artes, el pintor retorna a Mallorca en 1967 y se instala en Manacor. A partir de ese momento, su padre le comunica que debe empezar a ganarse la vida por sí mismo y le retira la pensión que le había pasado durante años. Realiza una exposición en la Galería Drac de Manacor dedicada a Federico García Lorca bajo el título 'Poeta de Luna no, Poeta de Luna'. Además, ese mismo año organiza su primera exposición internacional. Concretamente será en la Galería Charbonel de Helsinki, Finlandia. En esta época Joan aún depende de ingresos adicionales, por lo que combinará su labor artística con la docencia, ejerciendo de profesor de dibujo artístico y técnico en la Escuela Industrial de Manacor.
Con el espíritu pionero y rompedor que le ha caracterizado siempre, Joan protagoniza en 1969, la primera instalación artística de Mallorca. Será en la parroquia de Manacor, donde coloca una figura de Cristo en la cruz colgada boca abajo. El montaje provoca una enorme polémica en la ciudad. El Manacor de finales de los 60 no supo entender la propuesta del artista, que recibió muchos más ataques que apoyos, llegando incluso a recibir insultos e improperios en la calle. Con el tiempo la comunidad supo reconocer el valor de esta obra y el trabajo del artista, que consiguió remover la conciencia de un Manacor que, gracias en parte al «boom» turístico que vivía la isla, apenas despertaba a la modernidad. Aún hoy este suceso está presente en la memoria colectiva de la localidad.

### Primeros años
Con el final de la década de los 60 Joan traslada su residencia a Cala d’Or. Un cambio que afectará innegablemente su trayectoria artística. Es precisamente en 1969, cuando redirige su trayectoria profesional hacia la arquitectura de interiores y la decoración. En estos años diseñará, entre otros, los hoteles Tucán, Cala d’Or Garden o Stella Maris (hoy Robinson Club). También se dedicará a rehabilitar y redecorar casas particulares. En esta misma época comienza a frecuentar Ibiza. La isla vecina está en plena ebullición y se siente irremediablemente atraído. Fruto de esta atracción surgirá una de sus más conocidas series pictóricas, de nombre homónimo, que expone ese mismo año en la Galería Dalt, de la capital ibicenca. Sin embargo, Cala d'Or no se queda atrás, en esta localidad confluyen artistas de todo el país, de hecho, en el verano de 1970 Joan dedica una exposición al cantautor Joan Manuel Serrat. 
En los primeros años de la década de los 70 Joan viajará por toda Europa. Por primera vez llega en Venecia, una ciudad de la que quedará inmediatamente prendado; en la que recalará hasta en una veintena de ocasiones y en la cual inspirará una parte importante de su obra. De estos viajes Joan vuelve con ideas novedosas que traslada a la isla. Cala d’Or se convertirá en el contexto perfecto para llevar a cabo diversos proyectos empresariales, que combinan las artes y la hostelería, de esta época son el Shambas y el Zambras, que se convertirán en referentes de la vida social de la localidad. Desde el punto de vista artístico esta década será muy prolífica, con diversas exposiciones por toda Europa, pero cabe destacar un proyecto en especial, Joan abre su propio espacio artístico, la Galería Picarol, en la que promocionar a la incipiente generación de artistas que surgirá en Mallorca. Entre estos artistas destaca el nombre de Miquel Barceló.
Inspirado en sus viajes, inaugura en 1984 el Estudi Joan, un local situado en la Marina de Cala d’Or que funciona como galería de arte y también como café. Es una idea completamente nueva en Mallorca y en este mismo lugar realizará numerosas exposiciones en los siguientes años. 
En 1985, inspirado en el Carnaval de Basilea, Joan inicia la serie artística Fasnacht. Esta obra se expone posteriormente en el Museo de Mallorca y para la inauguración cuenta con la presencia del ministro de cultura helvético. Durante este mismo año finaliza una serie de oleos sobre tela en los que representa cuerpos desnudos envueltos en finas telas semitransparentes. Estos cuadros cosechan un gran éxito de público, pero Joan no se contenta y busca otros caminos en la pintura. Además organiza una importante exposición en el Centro TV SPI de Berlín y crea doce obras para el calendario de la Banca March, donde representa las fiestas más destacadas de cada mes en las Islas Baleares. Juntas conforman una exposición que recorre los pueblos de las islas. Además, Joan firma un contrato con el galerista Joan Oliver "Maneu", juntos trabajarán hasta 1990.

### Consagración

#### Etapa Cala d'Or
El contrato firmado con la Galería "Maneu" empieza a dar sus frutos rápidamente, en febrero de 1986 Joan participa por primera vez en la Feria Internacional de Arte Contemporáneo de Madrid ARCO. A esta cita acudirá también en 1987; en 1989 , 1990 y 1991. Este año es además, decisivo para el pintor: inicia la serie Mallorca. En ella analiza, desde un modo tangible, casi palpable, las fachadas de los edificios. Joan experimenta con la técnica pictórica que le acompañará hasta hoy en día, la "materia" pasará a ser un elemento primordial de su obra y se convertirá en la seña de identidad del artista. Esta técnica florecerá plenamente con la serie Venecia que iniciará en 1987. La "materia" se convierte en una extensión de sus ideas, y gracias a ella consigue plasmar el efecto del tiempo, que en la ciudad de los canales se combina con el agua y cubre todo lo que toca de una pátina única, casi grotesca, que es a la vez vida, pero también es decadencia.
Siguiendo esa misma línea, Joan recae en Hamburgo en 1988. La ciudad hanseática es un importante nudo de comunicaciones en plena re conversión industrial, la decadencia de la RDA y el espíritu de la Reunificación alemana son ya casi evidentes y se respiran aires de cambio. Joan queda impactado por los enormes barcos mercantes y el efecto que tiene el agua sobre el metal de sus cascos; de nuevo el tiempo capta la atención del artista, y como resultado surgirá Viejos Barcos, en la que, retratando, la agonía de unas naves llenas de heridas, con sus cascos tatuados por las olas, hace una alegoría de la decadencia y del enorme cambio que está a punto de acontecer en Europa. En esta serie se confirma la tendencia de Joan por reflexionar sobre el paso del tiempo, su trabajo denota cada vez con mayor intensidad el concepto tiempo como agente del binomio creación-destrucción. 
Este mismo año inicia también la serie Mediterrània, en la cual hunde las manos en sus orígenes, para volver al mar que tanto retratará en su obra. Joan abandona los tonos rojizos de las pinturas y del metal oxidado de los cascos, en esta serie abunda el color azul intenso y reina la exaltación la naturaleza. De nuevo aparece en esta obra el paso del tiempo, pero desde una perspectiva más cercana al análisis histórico y de la iconografía de las culturas clásicas.
Estos años son enormemente fructíferos para Joan, en lo que resta de década expondrá hasta en 25 ocasiones en la isla, en la península y, como no, en diversas ciudades europeas. Además, en 1989 Joan Oliver “Maneu” vuelve a invitar a Joan a acudir a ARCO, pero esta vez el la galería le dedica el estand completo con una exposición monográfica, se convierte en uno de los éxitos de la feria. En 1989 crea la serie Restauracions del Temps Futur, una de les más emblemáticas de su trabajo. En ella se consolida la idea del tiempo como factor irreversible del cambio, y se combina con una madurez de la técnica del artista que se manifiesta en un dominio absoluto de recursos pictográficos y una estética irremediablemente atractiva. En este año además realiza su primer viaje a Egipto, del cual regresa fascinado. En el futuro repetirá este viaje en hasta una veintena de ocasiones e inspirará su obra futura, llegándole incluso a dedicar posteriormente la serie Nubios. 

#### Etapa "A l'Auba"
En 1990, justo después de la edición de ARCO muere el padre del artista, la muerte ronda de nuevo el entorno de Joan, para el que la pérdida de la figura paterna supone un fuerte golpe que enterrará sin apenas digerir. Este trauma acabará por manifestarse 6 años después. Este hecho además supone el fin de la etapa en Cala d'Or. En 1991 vuelve a Manacor para acompañar a su segunda madre, compra una vieja vaquería en Sa Canova, a las afueras de la localidad y la reforma para acoger su nuevo hogar "A l'Auba", que como no, acoge también su nuevo estudio: un espacio amplio y funcional que le permitirá realizar cómodamente obras de gran formato.
Este mismo año inicia la serie Referències Americanes, una de las más complejas del artista. Cada obra incorpora elementos iconográficos, representativos y populares de los pintores estadounidenses más conocidos, y que conformaron movimientos tan relevantes como el Pop art o el Expresionismo abstracto. A esta iconografía Joan le añadirá los elementos y referentes de la cultura del Viejo Mundo, generando un contraste excelente. En este mismo año comienza también la colaboración con la galería J.Bastien Art de Bruselas, con la que participa en la Internationale - Line Art de Gante, a esta cita acudirá ininterrumpidamente hasta 1994. Para la ocasión el artista crea la serie Eros i Thanatos, en la que emplea un lenguaje matérico y, en cierta manera abstracto, pero sin renunciar a su campo referencial, estableciendo de nuevo un diálogo de símbolos y conceptos clásicos de nuestra cultura, como luz-sombra día-noche, vida-muerte. Joan alcanza, mediante su creación artística, el último peldaño de este análisis intenso y repetido de la existencia, esa confrontación entre el inicio y el fin.
El nuevo espacio de creación permite a Joan comienza la serie Tramuntana, las rocas invaden su pintura, y con los años profundizará cada vez más en esta idea, aportando a cada paso una nueva visión personal del diálogo entre la materia, las rocas, el mar y la luz. Insistirá y evolucionará en la temática, narrará lo que denomina el "drama de la roca mallorquina", inicialmente desde un punto de vista original, casi objetivo para más adelante ir incorporando una enorme densidad conceptual que finalmente identificará a la serie. Posteriormente en una entrevista afirmará: No me interesa copiar la realidad, en el fondo mis cuadros son también paisajes interiores.
El inicio de la década de los 90 viene marcado por el periplo artístico de Joan por Norteamérica, que le llevará a exponer en la Hartley-Hill Gallery de la ciudad californiana de Carmel y, posteriormente, a la Bill Kroessing Gallery de Los Ángeles. Es una época de bulliciosa actividad, organiza cerca de 50 exposiciones en galerías y ferias de toda Europa, entre las que destacan la participación en la exposición "100 anys, 100 pintors" (1993) que se organiza en el Centro Cultural La Misericòrdia de Palma; la monográfica Retorn a Sempre (1994) organizada por el consejo insular de Mallorca en ese mismo centro y que luego fue expuesta en diversas localidades de la isla; o la exposición de sus Viejos Barcos en el Espacio E96 de Hamburgo (1997). Además inicia una estrecha colaboración con la galería Ra del Rey en Madrid (1994), que le llevará a participar en varias ocasiones en ferias de ámbito nacional como Artesantander (1994, 1995, 1996, 1999) y en la Feria de Arte de Marbella (1998). 

### Madurez
1996 marca profundamente la obra y la vida del artista, en este año mueren, en apenas unos meses, su segunda madre, sus tías María y Magdalena, siete amigos muy cercanos de Cala d'Or y sus dos grandes amigos, Miguel Ángel Riera y Agustín Valero. Años después afirmaría en repetidas ocasiones que fue el peor año de su vida. Toda esta pena y desolación se vuelcan en su obra, que se torna oscura, dando lugar a una serie de paisajes marinos completamente negros. Es en este momento cuando Joan crea la obra "Som la Mort" en la que el pintor plasma, de forma catártica, la voluntad de apartar a la muerte de su camino. Sobre un fondo rojo de "materia" que retrata de un modo alegórico su dolor, el artista coloca una vieja puerta sobre la que escribe los nombres de los seres queridos que ha perdido, para rematar con la frase: "Que no entri ningú... Som la Mort"  ("Que no entere nadie... Soy la Muerte"). Esta obra ocupará, desde entonces, un lugar prominente dentro de su colección privada. 
Joan mantendrá en esta etapa un ritmo frenético, Participa en muchas ferias, entre las que destacan la edición de "Art Expo" de Barcelona con la galería Gemma Gimeno. En esta edición la organización donó su obra "Mar i Roques" a Juan Antonio Samaranch para el fondo de arte del Museo del Comitè Olímpic Internacional de Lausana, Suiza. Además recibe el Premio "Amics de l’Art". La asociación adquiere una obra suya para el Museu de Granollers. Además, la asociación organiza una exposición en su sede. Concurren también en esta etapa eventos de gran calado emocional para él, como el centenario de la Asociación Cultural s'Agricola de Manacor, en la que participa muy activamente. Todos estos eventos son el contexto en el que se extiende y desarrolla completamente su serie más célebre y que acaba por convertirse en su seña de identidad: hablamos, como no, de Roques. 
Joan centra sus esfuerzos en desarrollar su visión del paso del tiempo a través del concepto dramático que subyace tras la batalla de la roca frente al mar, metáfora de la lucha de la vida por abrirse paso entre la muerte y que al final resulta ser, paradójicamente inversa. Sus cuadros adquieren medidas descomunales, tanto en superficie como en volumen. El artista persigue, mediante el uso de la técnica matérica, concentrar sobre el lienzo la lucha milenaria entre el mar y la roca, como si de una superposición infinita de fotogramas se tratara. De este modo representa solo lo que perdura,  la piedra desnuda, inerte, carente de vida marina y sin embargo terriblemente viva, dorada por el sol, casi como piel humana. Una roca que trasmite la idea de triunfo sobre un mar apacible, que va ganando de forma subyacente y calmada la batalla a la roca, que se va erosionando inapreciablemente y de manera irremediable. El uso de la luz, los trazos, los volúmenes y los colores ira variando, reflejando las inquietudes del pintor, pendulando entre la abstracción más pura y la marina postimpresionista mallorquina, pero siempre con un factor común, el mar siempre está presente, pero nunca protagonizará la imagen, lo hará la roca.
Con el nuevo milenio Joan inicia su colaboración con dos galerías, Marimon en la cercana localidad de Ca'n Picafort, y Gothsland en Barcelona. Con ambos galeristas mantiene una estrecha amistad. Con el matrimonio Biel Perelló - María Magdalena Marimón organizará exposiciones anuales de forma ininterrumpida hasta su cierre en 2015, y acudirá como artista dedicado a Art Madrid en 2006. En cuanto a Gothsland, su propietario, Fernando Pinós se convierte un amigo cercano, y juntos organizarán numerosas exposiciones, entre las que destaca en 2003 Llum de l'Auba, con la que acuden ese año a Art Expo. Además, la entidad gestora de Fira de Barcelona adquiere una obra de gran formato para su sede. También colaborá, de nuevo en Barcelona, con el Instituto de Estudios Catalanes en la reapertura de la Casa de la Convalescència.
En 2005 reúne una retrospectiva de paisajes desde 1.990 bajo el título Retorn a Sempre. La consejería de cultura del gobierno balear, organiza un itinerario por espacios expositivos de las islas. la muestra se puede visitar en el Museo de Menorca, el Centro Cultural Ca’n Pere Ignasi de Campos, en el Espai Ramon Llull de Palma durante la Nit de l'Art, en el centro Ca’n Gelabert de Binisalem y en el Espai Mallorca de Barcelona. después de dos años la muestra finaliza su recorrido en Sóller. Con ocasión del festival Nit de l'Art 2007 de Palma, la galería "Joan Oliver - Maneu" le dedica una exposición monográfica.
En cuanto al terreno personal, Joan viaja de nuevo a Egipto y Grecia, estos países son ya como un segundo hogar para Joan, estos viajes inspirarán Nubios, en el que el artista plasma la fascinación que este pueblo del alto Nilo. Además completa la segunda fase de A l'Auba y se traslada definitivamente su nueva residencia. En este nuevo espacio desarrollará además dos facetas distintas, la promoción de las artes y la solidaridad.

### Otras técnicas, la escultura, el grabado y la orfebrería
Ya en su madurez, Joan expande su paleta de técnicas artísticas hacia otros ámbitos, el grabado, la escultura y la orfebrería.

#### Grabado
Al final de la década de los 90 Joan comienza a explorar las posibilidades técnicas que ofrece el grabado. en 1999 instala un tórculo en su taller y, con la colaboración de Ernesto Rodríguez como su editor, traslada al papel las rocas. El grabado permite generar volúmenes sobre el papel más allá de los que se pueden crear solo con las sombras, de esta manera el artista juega con el papel en sí, el gofrado se convierte en una herramienta muy versátil, que Riera Ferrari empleará con maestría.
Inspirado de nuevo por el mar realiza la serie Bestioles Mediterrànies que consta de 37 grabados y cinco HC. Se entregan carpetas a las primeras autoridades de la isla. La serie se convierte en un éxito, pero por voluntad del artista se realiza una tirada limitada y se destruyen las planchas; poco después retomaría esta temática creado una colección de joyas.
Además de las Bestioles, Joan desarrolla grabados dentro de otras series de su obra pictórica, como, Àngels, i a l'home li sortiren ales en el que retrata, desde el nacimiento hasta la muerte, la vida de un personaje masculino alado. Esta serie, principalmente dibujística, recarga de erotismo la figura del ángel, tratando de resaltar la dualidad humana entre lo tónico y lo divino, acercando lo terrenal a la inmortalidad, y a la vez retratando el paso del tiempo, recordándonos, desde un punto de vista feuerbachiano, que los atributos divinos son un reflejo de los humanos. El paso del tiempo están de nuevo presente, pero esta vez la escala de tiempo es manejable, mucho más evidente para el ser humano.
Los Nubios suponen para Joan un cambio considerable. Inspirado por el carácter estoico de este pueblo africano Joan crea una serie en la que juega con la luz para retratar una serie de personajes realizando labores cotidianas. se trata de imágenes dibujadas con fuertes contrastes entre las luces y las sombras, jugando a retratar de un modo pétreo, figuras en pleno movimiento y llenas de vida. Los nubios reflejan la ferocidad de la luz africana, así como la fortaleza con la que los nubios conviven con ella. Esa eterna polaridad entre Eros y Thanatos, entre vida y muerte, entre agua y roca, se materializa ahora en luces y sobras, entre Luz y Hombre. 

#### Escultura
Riera Ferrari había tocado siempre la escultura de una forma tímida hasta que, en 2004,la Universidad Politécnica de Valencia le encarga una obra para el Campus. Joan se vuelca en el proyecto y elabora, junto al fundidor valenciano José María Estivill, un obelisco de bronce de siete metros de altura realizado con componentes de viejos ordenadores y teléfonos móviles. De nuevo Joan combina elementos de las culturas mediterráneas con iconos contemporáneos para crear un diálogo con el paso del tiempo, esta vez a través de la obsolescencia de la tecnología. Como si de enanos a hombros de gigantes se tratara, los cadáveres de los ordenadores se van amontonando de forma ordenada y precisa para permitir al hombre alcanzar las cimas del conocimiento; Joan remata el obelisco con bronce pulido, simbolizando ese faro de luz que orienta al progreso.
La pieza se instala sobre un pedestal de hormigón diseñado ex profeso en el parque de esculturas de los jardines del campus de la universidad, junto con obras Oteiza, Pablo Serrano, Martín Chirino, Gerardo Rueda, Hernández Mompó, Miquel Navarro, Berrocal o Manolo Valdés. Al mismo tiempo el Ayuntamiento de Manacor adquiere una copia gracias a las aportaciones de industriales de la localidad. La pieza se instala en la entrada de la ciudad. Desafortunadamente, en verano de 2015 sufrió un accidente y por el momento no ha sido restituida. 

#### Orfebrería
En 2008, y tras el notable éxito de la serie Bestioles Mediterànies, Joan inicia, en colaboración con la Joyería Ramon Llull de su localidad natal, su incursión en la orfebrería. Cabe destacar que Manacor tiene una notable tradición industrial orfebre, y Joan aprovecha los recursos técnicos que tiene a su alcance para "llevar a las criaturas marinas del papel a los metales preciosos". La colección estará formada por las series Muscle, Medusa, Ona, Gamba y Eriçó (Mejillón, Medusa, Ola, Gamba y Erizo) y usará materiales nobles como ónix, diamantes blancos y negros, ámbar, esmeraldinas, coral y rubíes.
Tras un año y medio de trabajo, la serie se expone por primera vez en el Hotel Protur Biomar Gran Hotel & Spa en Sa Coma en junio de 2009, se realiza además una sesión de fotografía en la residencia taller del artista.

## Trabajo solidario
En colaboración con la ONG local Llevant en Marxa El artista realiza una serie de cenas subasta solidarias en los jardines de su residencia "A l'Auba" entre los años 2007 y 2011. Todas las obras subastadas, de artistas de reconocido prestigio, provienen de la colección privada del Joan. La fiesta reúne a cerca de 500 personas y se recaudan aproximadamente 120.000 euros. En los siguientes años Joan continúa repitiendo el evento, pero esta vez subastando obras donadas por conocidos artistas como  Ellis Jacobson, Guillem Nadal, Luis Maraver, Pepita Comas, Jean Lurçat o LLorenç Femenías, Fran Reus, de Jorge Azri, José Aranda, Pep Cañellas, Joan Guerra, Sitges Febrer,  Amador Magraner, Jim Bird, Ernesto Rodríguez, José Miret o el propio Riera Ferrari.
Tras 5 ediciones se recaudaron más de 300.000 euros con los que la ONG realizó un intenso trabajo en países en vías de desarrollo, en proyectos como:
- La construcción de pozos de agua en Etiopía
- La Construcción de escuelas en Guapi (Cauca), Colombia,
- La colaboró con el Hospital Leprosería en Gambo, Etiopía
- La construcción, gracias a la colaboración del Gobierno Balear, de cuatro centros de salud en el norte de Perú.

A partir de 2012 Joan inicia, con la colaboración de su amigo Antoni Parera Fons la organización del festival de música Serenates a l'Auba. Por las tablas de este evento han pasado, en las 5 ediciones realizadas hasta ahora, artistas de la talla de barítono menorquín Joan Pons, las sopranos Maria Bayo, María José Montiel, Isabel Rey, la mezzosoprano Cristina Faus, el tenor Albert Montserrat; además de grandes figuras de la canción popular como Maria del Mar Bonet, Tomeu Penya, Nina, Pasión Vega, el Mallorca Gay Men's Chorus, el guitarrista Juan Reyes o el violinista Ara Malikian. 

## Galardones
- 1999	Premio Amics de l'Art
- 2009	Premio Ramon Llull por la su trayectoria artística, entrega el 28 de febrero en el Auditórium de Palma.